# Kliniken des Main-Taunus-Kreises
Die Kliniken des Main-Taunus-Kreises GmbH ist eine kommunale Zweckgesellschaft des Main-Taunus-Kreises, die 1995 gegründet wurde. Sie betreibt die Krankenhäuser in Hofheim am Taunus und Bad Soden am Taunus und Medizinische Versorgungszentren in Hofheim am Taunus, Bad Soden am Taunus, Kelkheim und Flörsheim, die Privatklinik Main-Taunus in Bad Soden, die Seniorenresidenz Main-Taunus-Kreis in Eppstein, ein Hospiz in Flörsheim und einen Catering-Dienstleister, der z. B. Schulmensen und Kiosken beliefert. Zusammen verfügen beide Kliniken über 523 Planbetten im Akutbereich und 95 Betten in der Altenpflege (davon 385 Betten in Bad Soden). Sie behandeln jährlich mehr als 72.000 Patienten stationär oder ambulant. Beide Häuser sind akademische Lehrkrankenhäuser der Johann-Wolfgang-Goethe-Universität Frankfurt am Main.
Seit 2016 bilden die Main-Taunus-Kliniken einen Verbund mit dem Klinikum Frankfurt-Höchst als "Kliniken Frankfurt-Main-Taunus GmbH". Seit 2021 firmiert der Verbund unter dem Namen varisano mit neuem Logo. Der Verbund umfasst 1.500 Betten mit 4.500 Mitarbeitern.

## Geschichte

### Vorgeschichte: Krankenhaus Eppstein
1945 übernahm die Stadt Eppstein das Hilfskrankenhaus der Kinderlandverschickung mit 30 Betten. Nach der Übernahme erfolgte eine Erweiterung auf 96 Betten. 1955 wurden mit Hilfe des Kreises 48 zusätzliche Betten eingerichtet. Weiterhin wurde eine neue Küche und ein neuer OP-Raum erbaut. 1960 wurden weitere Krankenzimmer im Schwesternhaus eingerichtet.
Am 1. April 1958 wurde die Trägerschaft der Eppsteiner Klinik durch einen Zweckverband aus Kreis und Stadt Eppstein übernommen. Dieser Zweckverband war der Vorgänger der heutigen GmbH. Im Januar 1962 übernahm der Kreis die Trägerschaft alleine und veranlasste einen Ausbau um weitere 100 Betten. In diesem Jahr bestanden im Landkreis insgesamt 525 Betten für 130.000 Einwohner. Nach den Bedarfsanalysen ergab sich im Kreis ein Fehlbedarf von 385 Betten. Aus räumlichen Gründen war jedoch ein Ausbau am Standort Eppstein nicht möglich.

### Krankenhaus Bad Soden
Koordinaten: 50° 9′ 3,6″ N, 8° 30′ 50,8″ O

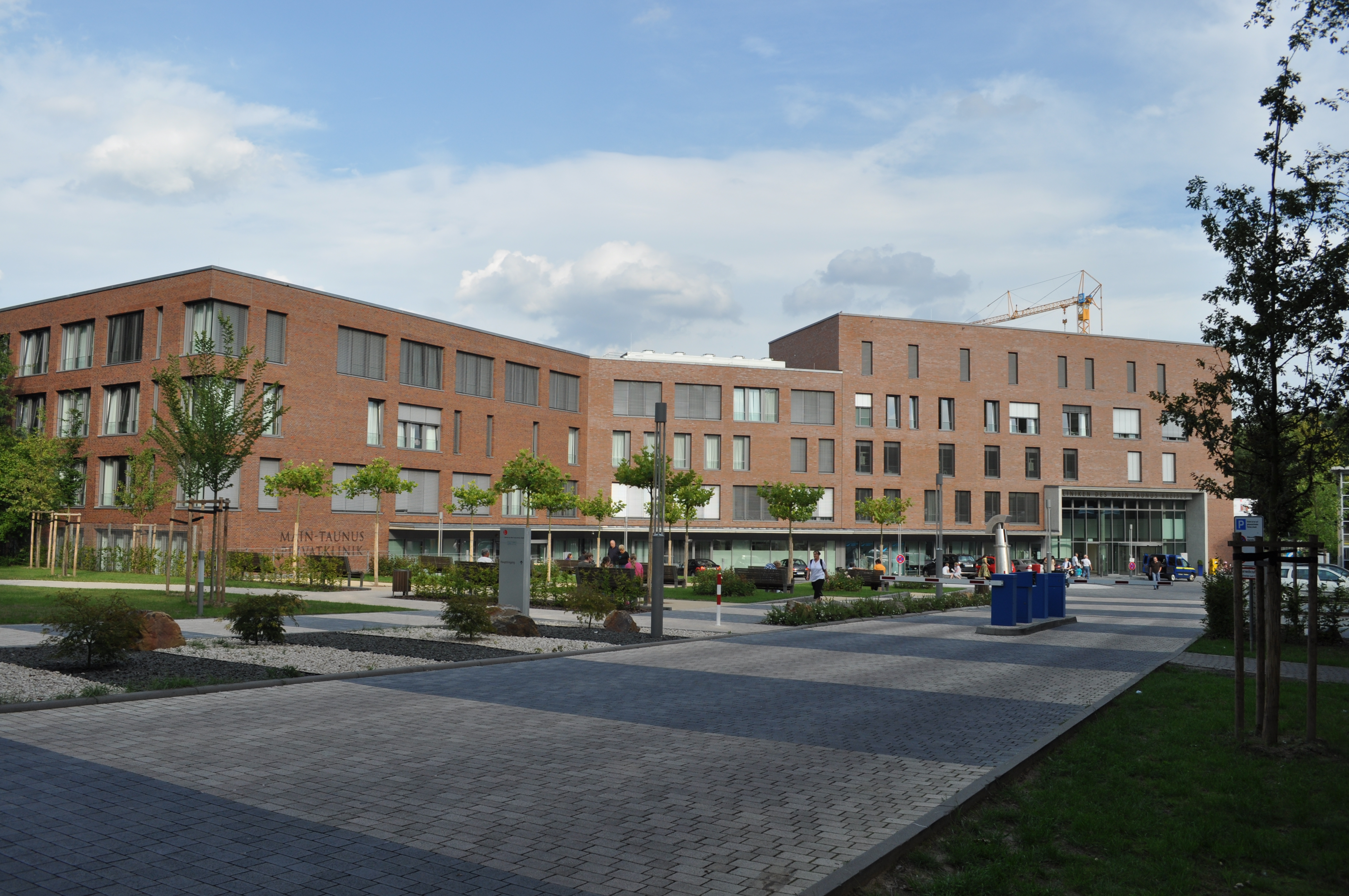
Krankenhaus Bad Soden

Daher wurde im Mai 1964 ein Planungsauftrag für eine Klinik in Bad Soden erteilt. Am 1. September 1968 erfolgte der erste Spatenstich am 20. März 1970 die Einweihung und am 6. April 1970 wurden die ersten Patienten aufgenommen. Der Bau kostete 35 Millionen DM (in heutiger Kaufkraft 79 Millionen Euro) anstatt der ursprünglich geplanten 18 Millionen DM. Auf einem Grundstück von 34.000 m² wurde Gebäude mit einer Nutzfläche von 14.700 m² sowie 5100 m² für die Verwaltung errichtet. Nahezu 59.000 Kubikmeter umbauter Raum umfassten die Gebäude, die 327 Betten sowie eine Ausbaumöglichkeit für weitere 400 Betten Platz bot. Mit der Eröffnung der Sodener Klinik wurde am 20. März 1970 die Klinik in Eppstein geschlossen. Am 1. März 1973 wurde die Urologie eröffnet.
Das Krankenhaus der Schwerpunktversorgung vereint alle chirurgischen Abteilungen der Kliniken unter einem Dach. Seit August 2009 sind die beiden chirurgischen Kliniken für Orthopädie und Unfallchirurgie sowie für Plastische, Hand- und Rekonstruktive Chirurgie, die zuvor zum Hofheimer Krankenhaus gehörten, ebenfalls im Krankenhaus Bad Soden ansässig. Zum Krankenhaus gehören ferner eine große allgemeinchirurgische Abteilung, eine Abteilung für Anästhesie, Intensivmedizin und Schmerztherapie, eine internistische Klinik mit dem Schwerpunkt Kardiologie sowie eine internistische Abteilung für Gastroenterologie und Diabetes. Hinzu kommen eine Urologische Klinik sowie eine Gynäkologische und Geburtshilfliche Abteilung.
Dem Krankenhaus angeschlossen sind die Kardiologische Praxis Reifart und Partner, die Onkologische Schwerpunktpraxis Seipelt, ein Nierenzentrum des Kuratoriums für Dialyse und Nierentransplantation, ein pathologisches Institut und ein Medizinisches Versorgungszentrum mit den Schwerpunkten Radiologie, Gefäßchirurgie und Proktologie.

### Krankenhaus Hofheim
Koordinaten: 50° 5′ 24,7″ N, 8° 26′ 41,8″ O

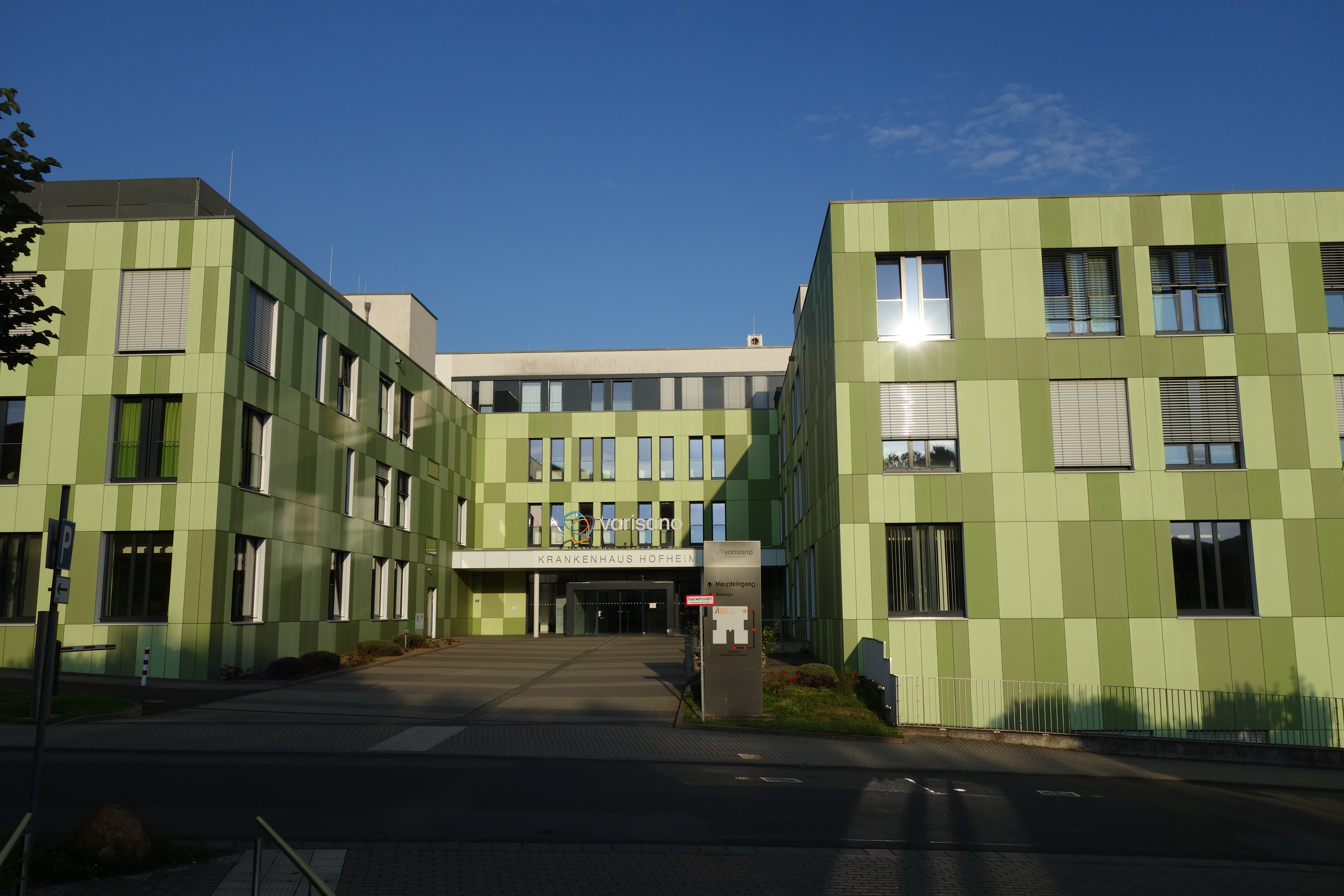
Krankenhaus Hofheim

Am 19. März 1904 erfolgte die Grundsteinlegung und der Baubeginn des Marienheims, einer kirchlichen Klinik in Hofheim. Die Eröffnung des Marienheims erfolgte am 2. Juli 1905. Das Krankenhaus wurde durch die Armen Dienstmägde Jesu Christi (Dernbacher Schwestern) betrieben.
Am 1. Januar 1974 übernahm die kreiseigene Krankenhausgesellschaft das bisher kirchliche St. Marien-Krankenhauses in Hofheim. Nach einem Ausbau dieser Klinik bestanden danach 670 Betten in beiden Einrichtungen.
Das Krankenhaus der Schwerpunktversorgung verfügt über
- eine internistische Klinik mit Schwerpunkt Lungenerkrankungen (Klinik für Pneumologie und Allgemeine Innere Medizin),
- eine Geriatrische Klinik,
- eine Klinik für Psychiatrie und Psychotherapie,
- eine Stroke Unit (Schlaganfallabteilung) und
- ein Interdisziplinäres Zentrum für Schlafmedizin und Heimbeatmung.

Die Abteilung für Physiotherapie behandelt gezielt die krankheitsbedingt gestörten physiologischen Funktionen bei Patienten. Die Sozialberatung ergänzt die ärztliche und pflegerische Versorgung im Krankenhaus, indem sie den Patienten Hilfestellung gibt bei persönlichen und sozialen Problemen, die aus der Erkrankung oder Behinderung resultieren. Dem Haus angeschlossen ist eine radiologische Praxis und ein Medizinisches Versorgungszentrum, das die ambulante chirurgische und neurologische Behandlung sicherstellt. Kooperationspartner ist das Kuratorium für Heimdialyse, dessen Einrichtungen sich in einem Nebengebäude des Krankenhauses befinden.

## Belege
1. ↑  Historie | varisano | Kliniken Frankfurt-Main-Taunus. Abgerufen am 21. Mai 2024.

- Karte mit allen Koordinaten:
- OSM |
- WikiMap